# 伊吾保卫战
伊吾保卫战，是1950年3月底至5月初，发生在新疆省伊吾县（今属新疆维吾尔自治区哈密市）的一场围城战。面对尧乐博斯领导的新疆反共复国军围攻，中国人民解放军新疆军区第6军第16师第46团副营长胡青山率领孤军坚守伊吾县城四十天。最终，等到援军，伊吾县城得以解围。是新疆剿匪的一部分。

## 战斗开始前
1950年2月21日，中国人民解放军新疆军区第6军第16师第46团第1营副营长胡青山率领第2连141人、偕县工委副书记韩增荣18人，由哈密县沁城进驻伊吾县后兵分三路：
- 第2连连长赵富贵（陕甘宁边区教导旅的生产模范）、副排长郭瑞华带领1个班进驻淖毛湖，修渠准备春耕生产
- 1个班进驻下马崖
- 其余约100人在副营长胡青山、政治指导员王鹏月、副指导员罗忠林、一排长李振江、二排长周克俭率领下驻县城。还有派驻警察局的政治指导员孙庆林指挥50多名政府工作人员与公安。

任务是戍守边境、维护社会秩序、建政。

## 战斗经过
1950年3月29日，原哈密专员尧乐博斯指挥新疆和平解放后留任的伊吾县县长艾拜都拉、警察局局长伊建中（阿合买提伊明）率领700余人发动叛乱，围攻伊吾县城，计划“三天拿下伊吾”。伊吾县城有国军军队留下的一座联勤补给站，存粮食千余石，子弹12万余发。城内3000多群众都已上山。当天，守军二连出动4个班的兵力，夺回了城北的制高点（现称北山胜利峰)。4月5日清晨，伊吾县城遭到第一次大规模进攻。4月15日发动第三次大规模进攻。
此时，驻山北巴里坤草原的第46团正长途追击乌斯满叛部。军长罗元发、师长吴宗先、师政委关盛志指示驻哈密的第48团出援伊吾县。第48团参谋长王谡录、三营教导员马平、一营副营长张万才率领第48团第3连、第8连的两个排、第3营机炮连1个排（2挺重机枪）、团属炮兵连1个排（2门82迫击炮），总计269人，在哈密县沁城又动员民工22人随军，每名民工带3头驴或骆驼，驮运弹药与3天给养。4月6日，援军从沁城出发。7日抵小堡。8日抵上马崖。9日晨至伊吾县城以东19公里的白杨沟。指挥员听信了附近群众散布的“伊吾解放军全被消灭”的谣言，决定原路返回。10日晨撤到上马崖黑山头，遭叛军四面围攻，10日夜边打边撤，11日晨到刺梅花泉。11日10时许撤到平石头（地名）时遭到叛军伏击，此地即伤亡60余人。11日夜强行突围，与叛军骑兵展开白刃战，部队被冲散。12日晨翻越东天山。12日9时又遭遇战斗，边打边走。参谋长王谡录带三连90余人；教导员马平、副营长张万才带断后的八连30余人分头后撤。13日在小堡遭叛军阻击数个小时。13日夜间急行军14日9时抵达沁城。此时八连仅余10来人。援军往返伊吾县城八昼夜连续行军，遭遇大小战斗九次，阵亡82人，被俘23人，伤73人（其中带回28人，丢掉45人），被俘与丢掉伤员全部被杀害，总计牺牲150人，生还119人，丢失全部2门82迫击炮、1门60炮、6挺轻机枪、80余支步枪、3万余发子弹。支前的22名民工，3人开小差，1名翻译被扣留，16名民工遇难，只有2名民工逃入伊吾县城最终生还。由尧乐博斯方面的误导，王谡录向第46团团长任书田报告：“伊吾沦陷，二连全体壮烈牺牲。”但第6军军长罗元发在内的各级首长未相信此则消息。
4月下旬，第46团从巴里坤草原平叛时在大河、前山抓获的俘虏口中得知伊吾县城仍在坚守。师长吴宗先、师政委关盛志指示第46团团长任书田再次组织救援，出动了第46团第2营、第46团团属炮连、骑兵连、警卫连，第47团第3营、第五军（三区民族军）第40团三营长司马义诺夫、教导员伊拉洪·伊敏诺夫率领的第3营（骑兵营）第8、第9连，共计2000人，5月3日21时从口门子出发。4日占领西窑泉红山口，在墙墙沟村陷入俯击围攻。5日改由南山下大道向达子沟。6日抵盐池，7日攻打黑山头叛军阻击，40团三营骑兵向伊吾县城先行侦察，于下午14时在伊吾县城通向干沟的路口与守军二连会师。8日，40团三营骑兵向东骆驼峰追歼残敌，俘虏副团长吐拉洪以下一批。二次解围部队牺牲13人，其中第六军11人，第五军第40团2人。

## 嘉奖
当年5月19日，西北野战军司令员彭德怀发来嘉勉电：
四十六团副营长胡青山同志转二连全体同志：你们在伊吾保卫战的报告，我已收到。你们被乌斯满、尧乐博斯土匪包围四十日，匪众我寡，在你领导下的二连同志们打退了敌人的七次猛攻，使敌终不得逞，并给予匪徒以极大的杀伤。你们这种坚强勇敢，能够克服困难，善于学习的精神，是不愧为人民解放军的称号！望你们今后继续这种顽强英勇精神，彻底、干净全部歼灭乌斯满、尧乐博斯等匪徒。为保卫新疆人民的治安而光荣殉职的指战员永垂不朽！

解围后，第二连被西北军区暨第一野战军授予“钢铁英雄连”的光荣称号，即“钢铁二连”。第一兵团司令员王震、政委徐立清授予二连“攻如猛虎守如泰山”锦旗。第六军授予二连“英勇顽强坚定沉着战胜困难坚守据点的模范连”。二连参加伊吾保卫战共141人，牺牲42人，解围时生还102人。副营长胡青山被授予特等战斗英雄，出席了全国战斗英雄代表会议，是会上毛泽东亲自接见的八名特级战斗英雄之一。历任副团长、团长，转业后任徐州市农机局副局长。

## 纪念建筑
伊吾县烈士陵园经过三次迁址，最终定址于县城南山平坡之上，与北峰（胜利峰）遥相对应。1979年开始修建，1980年建成。97位烈士中，有32位安葬于此。陵园内设伊吾保卫战纪念馆。1990年全国政协副主席王恩茂题写馆名。2001年4月30日，被中国国务院批准为第四批全国重点烈士纪念建筑物保护单位。
在陵园正中矗立有伊吾四十天保卫战纪念碑。南北两面分别刻有汉维文的“伊吾四十天保卫战中英勇牺牲的烈士永垂不朽”。 
保卫战期间，有一匹枣骝马在没有人工指引和协助的情况下完成了40次的守卫北山主峰的解放军饮水、饮食和弹药补给运输任务。战斗结束后，部队为此马记三等功，作出“不作退役处理”的决定。由二连喂养，至1967年老死。部队和当地政府将此马葬于北山主峰下。伊吾县人民政府为纪念此马，于1988年在城西圆盘山建立一座大理石马雕像，位于军功马纪念园内。

## 备注
1. ↑  守城部队牺牲42人；第一次增援部队牺牲150人；第二次增援部队牺牲11人

1. ↑  孔力文章[3]原文：孤军奋战40天……尧乐博斯早已料到解放军会来增援，所以在沿途布置了很多由土匪装扮的老乡，散布“伊吾的解放军全被消灭”的谣言。王谡录向团长任书田报告：“伊吾沦陷，二连全体壮烈牺牲。”第一次增援失利后，各级首长都不信二连全部“阵亡”。六军军长罗元发命令四十六团长任书田再次组织救援。罗元发生前在回忆录中写道：“我对于这个消息有些怀疑：一个红军时代建立的连队，在战斗中又多次荣立战功，怎么会被土匪全部吃掉呢？我即命令十六师组织一支精干部队，火速去伊吾侦察，如二连尚在，支援他们，如二连不在，就歼灭伊吾匪帮，并将情况及时向我报告。”5月7日，任书田率领两个营从哈密驰援伊吾。尧乐博斯匪帮见我大部队至了，知道大势已去，急忙撒到八大石负隅顽抗……
2. ↑  或说，保卫战中，解放军牺牲人数为92人[4]。